# Le Châtellier (Orne)
Le Châtellier – miejscowość i gmina we Francji, w regionie Normandia, w departamencie Orne.
Według danych na rok 1990 gminę zamieszkiwało 349 osób, a gęstość zaludnienia wynosiła 43 osoby/km² (wśród 1815 gmin Dolnej Normandii Châtellier plasuje się na 550. miejscu pod względem liczby ludności, natomiast pod względem powierzchni na miejscu 639.).